# Transeuphratène

Empire achéménide

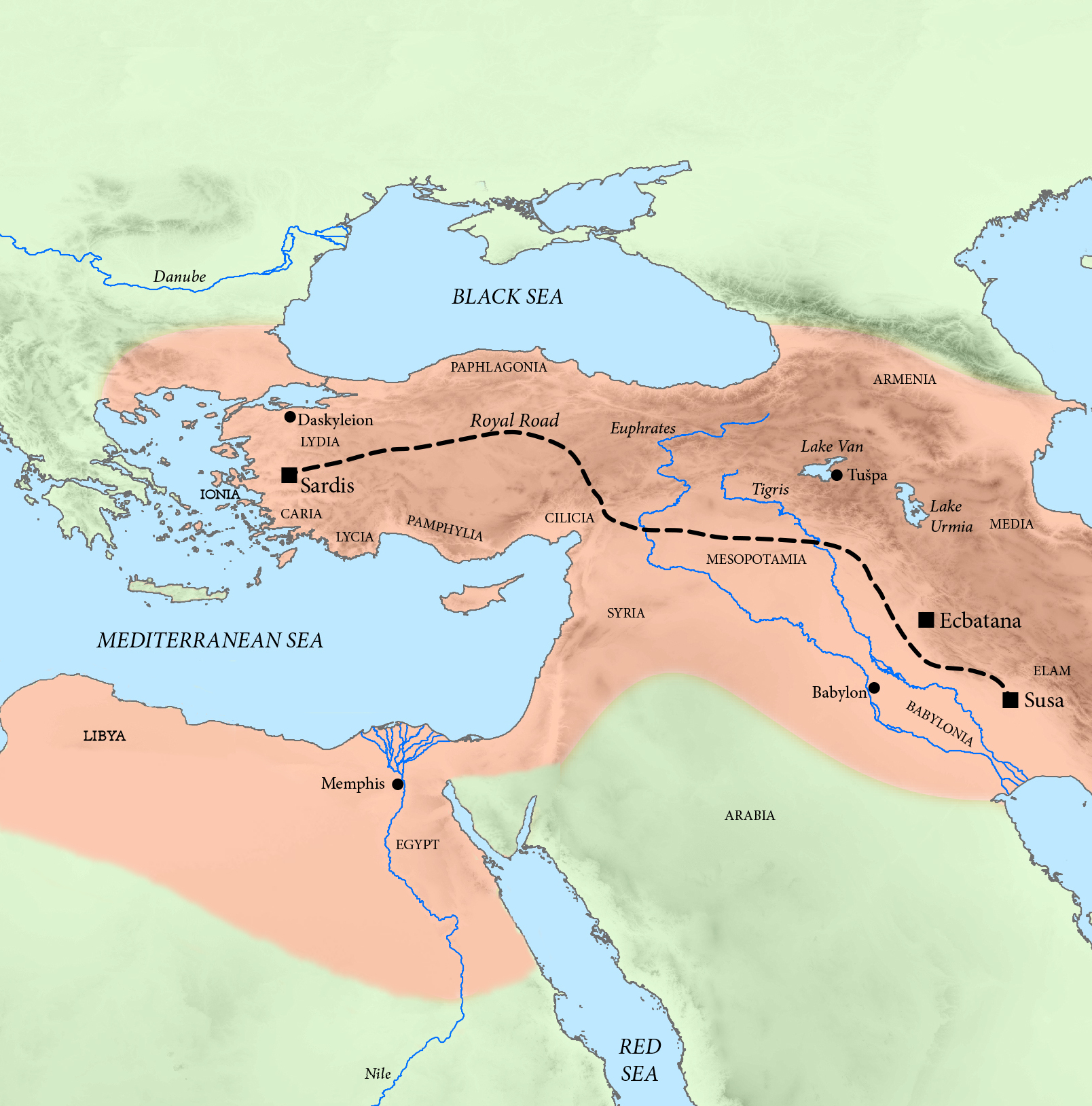
Partie occidentale de l'Empire achéménide (Perse), vers -500

La région à une époque antérieure, vers -800

La Transeuphratène, littéralement au-delà du fleuve, est la transcription de l’akkadien Eber-Nāri et de Abar-Naharā en araméen. Il s’agit de la zone se trouvant au-delà de l’Euphrate lorsque l’on regarde ces terres depuis l’est. Elle correspondrait actuellement à une partie du Liban, de la Syrie, d’Israël, de Palestine et de la Jordanie.
Ce dénominatif a été employé dans les archives assyriennes et babyloniennes dès le VIIIe et ceci jusqu'au Ve siècle avant notre ère. Ces régions passent ensuite sous le contrôle achéménide lors de la conquête de la Mésopotamie par Cyrus le Grand.
La Transeuphratène semble avoir été une satrapie de l’empire perse avec un satrape à sa tête. Quelques fois son statut administratif semble avoir été rattaché à d’autres satrapies ou régions : avec la satrapie de Babylonie (à partir de 535 avant notre ère, sous Cyrus), avec la satrapie de Cilicie (vers 344, sous Artaxerxès III). Elle semble avoir été également indépendante administrativement (vers 486 avant notre ère, sous Xerxès).
Plusieurs noms de satrape ont été mis en évidence grâce aux fouilles archéologiques. 
La Transeuphratène présentait une multitude de peuples aux cultures différentes qui cohabitaient dans ce vaste territoire : La Phénicie, la Philistine, Juda, la Samarie, le pays d’Edom qui deviendra ensuite l’Idumée, Moab, le pays d’Ammon.

## Sources

### La Transeuphratène comme satrapie
Dans la liste des satrapies donnée par Hérodote, la Transeuphratène figure en 5e position (Histoire III, 91). Selon Hérodote cette satrapie était composée de la Phénicie, de la Syrie-Palestine et de Chypre.
En revanche, la Transeuphratène n’apparaît pas dans les listes royales des dynastes achéménides. Que ce soit dans les inscriptions de Darius Ier comme on peut le voir à Bisotun, ou de Xerxès, seule la satrapie de Babylone apparaît.

### Les satrapes et gouverneurs de la Transeuphratène

#### Les textes légaux babyloniens[3]
- Gubaru, gouverneur de Babylone et de Transeuphratène,
- Hystanès (de), gouverneur de Babylone et de Transeuphratène
- Tatannu, gouverneur de la Transeuphratène
- Addaios (?)
- Huta-x-x, gouverneur de Babylone et de Transeuphratène
- Mégabaze, vers 480
- Belesys (de), satrape (de Transeuphratène?), vers 400
- Belesys II (de), vers 369-345
- Mazaios, vers 345-328
- Arimmas (?)
- Sihā, satrape (de Transeuphratène?)

#### Les textes de Hérodote et Ctésias
- Zopyre, comme satrape de Babylone
- Mégabyze comme satrape de Transeuphratène

#### LePapyrus Pascal d’Elephantine
- Bagôhi/Bagoas, gouverneur de Judée
- Sanballat, gouverneur de Samarie

#### Les textes deDiodore(16.42.1) etXénophon(Anabase4:3, 5)
- Abrokamos, satrape de Transeuphratène
- Belesys, satrape de Transeuphratène

#### Les études numismatiques[4],[5]
- Mazday comme satrapie de Cilicie et de Transeuphratène

### Autres officiels de la Transeuphratène
Le livre d’Esdras mentionne le nom de deux fonctionnaires, présent du temps d’Artaxerxès Ier. Ceux-ci aurait fait partie de l’administration de la satrapie de la Transeuphratène : Rehum le chancelier et Shimshaï le scribe.

## Découpage de la satrapie
Cette satrapie aurait été découpée en plusieurs provinces correspondant plus ou moins aux peuples présents : 
- La Cilicie
- La province de Meggido
- Les Cités-États phéniciens
- La province de Judée : Des bulles et des impressions de sceaux la mentionnent à la fin du 6e siècle/début 5e.
- La province de Samarie.
- Les États Philistins
- Les tribus arabes qédorites
- La province de l'Idumée
- La région d'Ammon
- La région de Moab